# Rotonde de la Villette
Rotonde de la Villette (česky Rotunda Villette) je jedna z dochovaných bran městských hradeb v Paříži. Nachází se na náměstí Place de la Bataille-de-Stalingrad v 19. obvodu. Brána byla součástí tzv. hradeb Fermiers généraux, které sloužily ke kontrole zdaněného zboží dováženého do Paříže. Dnes je využívána ke kulturním akcím.

## Historie
Stavbu navrhl architekt Claude Nicolas Ledoux. Výstavba proběhla v letech 1784–1788 jako součást hradeb Fermiers généraux kontrolující zdaněné zboží dovážené do Paříže. V budově se nacházely kanceláře daňových úředníků a sklady pro zboží obchodníků přicházejících do Paříže.
Za Velké francouzské revoluce byla daňová kontrola v roce 1791 zrušena a stavba sloužila v letech 1830–1860 jako kasárna městské policie a poté v letech 1865–1921 jako sklad soli.
Existence Rotundy Villette byla několikrát ohrožena. Při demolici hradeb během přestavby Paříže za Druhého císařství nebo při rozšíření Paříže v roce 1860. Za Pařížské komuny v roce 1871 vyhořela a byla obnovena, zatímco dvě sousední brány Barrière de La Villette a Barrière de Pantin byly zbořeny. Naposledy byla ohrožena při stavbě linky 2 pařížského metra v letech 1900–1903. Linka vede po viaduktu u jihozápadní strany stavby.
Od roku 1907 je brána chráněná jako historická památka.
V roce 1960 se zde usídlila Komise staré Paříže, která se v roce 2004 přesunula do ulice Rue Cadet v 9. obvodu.
V roce 2009 byla stavba renovována a slouží ke kulturním účelům.

## Architektura

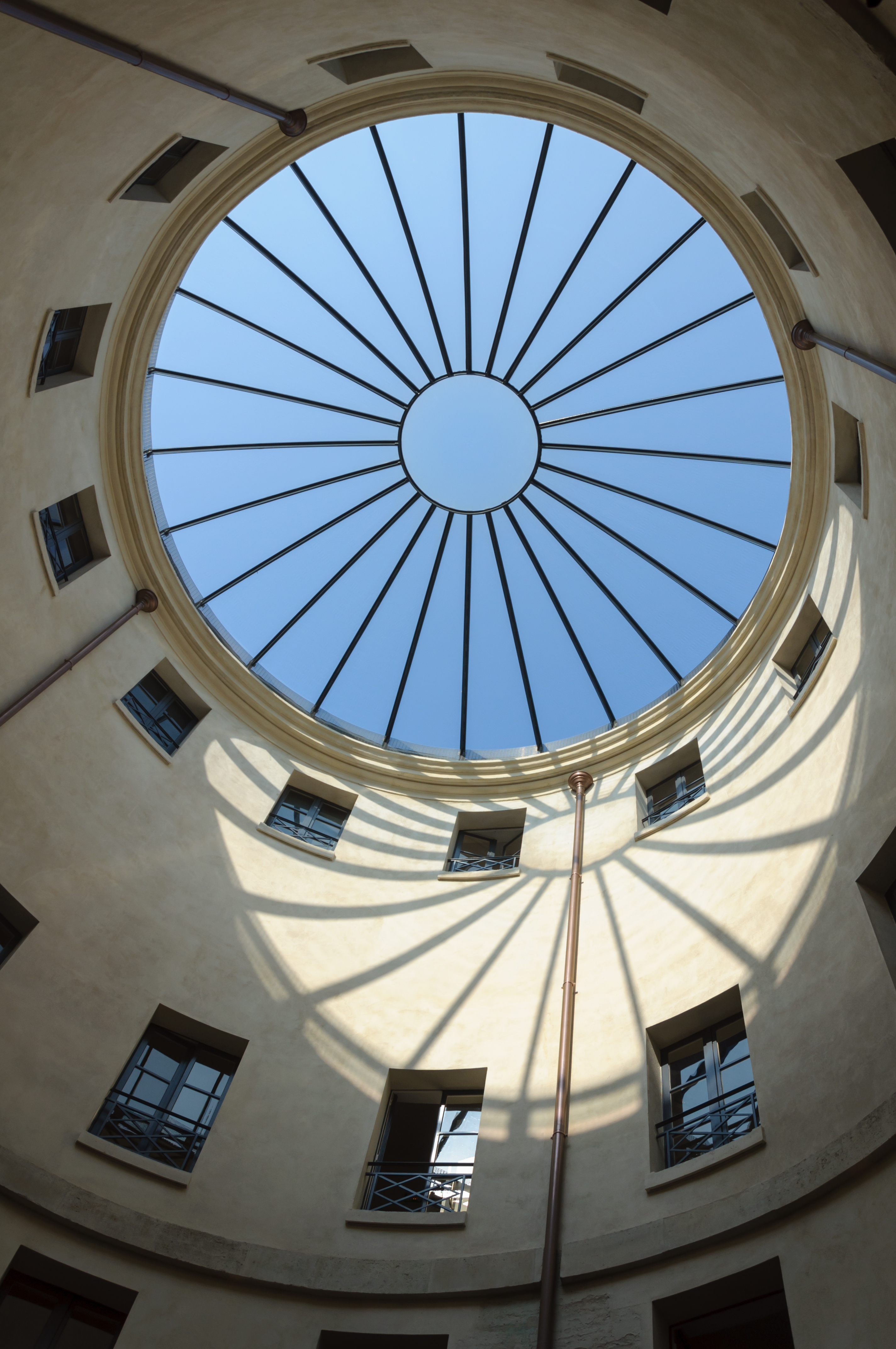
Vnitřek

Architekt Claude Nicolas Ledoux navrhl budovu pro čtyřicet kanceláří se vstupem odkazující na antické propyleje. Stavba kombinuje jednoduché tvary inspirované antickou architekturou a italskou renesancí se čtvercovým půdorysem řeckého kříže a mohutnou vnitřní okrouhlou stavbou na způsob palladiánské architektury. V přízemí je na každé straně portikus, který tvoří osm krátkých masivních dórských sloupů nesoucí kladí a trojúhelníkový fronton. V horní části stavby vede po obvodu galerie tvořená oblouky ze 40 dórských sloupů. Střecha má tvar úzkého trychtýře, který slouží jako okulus pro osvětlení kruhového centrálního nádvoří. Budova je pod střechou po obvodu zdobená vlysem se střídajícími se metropy a triglyfy.